# Ingo Appelt
Ingo Appelt (ur. 11 grudnia 1961 w Innsbrucku) – austriacki bobsleista (pilot boba). Złoty medalista olimpijski z Albertville.
Brał udział w dwóch igrzyskach olimpijskich (IO 88, IO 92). Złoto w 1992 wywalczył jako pilot czwórki. Był także brązowym medalistą mistrzostw świata (1990).
Z zawodu jest jubilerem. Z ramienia Wolnościowej Partii Austrii zasiadał w tyrolskim parlamencie.